# Somogyvári László
Somogyvári László (1944. október 29. –) labdarúgó, hátvéd.

## Pályafutása
1967 és 1969 között a Vasas labdarúgója volt. Tagja volt az 1968-as bronzérmes csapatnak. 1970-től a Dunaújváros csapatában játszott. Az élvonalban 64 bajnoki mérkőzésen szerepelt és egy gólt szerzett. 1974-ben az ERDÉRT játékosa lett.

## Sikerei, díjai
- Magyar bajnokság
  - 3.: 1968